# 田原紘
田原 紘（たはら ひろし、1942年9月17日 - 2021年9月20日）は東京都世田谷区三宿出身の元プロゴルファー。

## 来歴
世田谷区立三宿小学校→世田谷学園中学校・高等学校を経て、卓球でスカウトされ立教大学に入学。卓球部主将として関東学生一部リーグ、全日本で活躍。大学卒業にあたり数々の誘いを受けた中で、「我が社に入社の場合は卓球はできないが…」と断りがあっての誘いを受けた伊藤忠自動車に入社。結婚した25歳の時に販売台数の新記録を作り、全日本優秀セールスマンに選ばれる。その年にゴルフに出会い、初めてグラブを握ると熱中し、1年2ヶ月でシングルとなる  。
26歳でプロゴルファーを目指すため退社し、中村寅吉の実弟・定吉に師事。5年後の1974年10月に31歳でプロテストに合格し、1975年に美津濃新人プロで浅井教司と並んでの2位タイに入ってから10年間ツアーで活躍。
1980年の新潟県オープンでは初日を内田袈裟彦・船渡川育宏・石井秀夫に次ぐと同時に天野勝・金井清一・中嶋常幸と並んでの4位タイで終え、最終日には石井・金井・内田・船渡川・上原宏一に次ぐと同時に栗原孝と並んでの7位タイに入った。
1980年の表蔵王国際東北オープンでは2日目に激しい降雨のため9ホールで打ち切られたが、雨と低い気温の悪いコンディションの中をアンダーパーをマークし、イーブンパーでまとめた吉武恵治と3アンダーで首位に並んだ。
1980年のKBCオーガスタでは初日を岩下吉久・天野勝・青木功と並んでの2位タイでスタートし、最終日には3番で中村通と共にボギーを叩いて崩れ、一時は出だしの5ホールで単独首位に立った青木に1打差になったが、青木に再び振り切られて2位に終わった。記録的な豪雨のために2日間プレーが中止し36ホールに短縮された中、当時、飛ぶ鳥を落とす勢いであった青木と優勝を争っての2位であった。
1987年には独自のアイデア練習法でゴルフダイジェストの初代「レッスン・オブ・ザ・イヤー」を受賞し、1988年には処女作の「ゴルフ下手が治る本」がベストセラーとなる。その後も数々の書籍が発行され総売上が200万部を突破するなど、プロゴルファーとしての著作物刊行数ではギネス級で、多くのアマチュアゴルファーからの信頼は絶大となる。
そのゴルフレッスンは年月が経っても全く色褪せることなく、高校3年になるまで全くクラブを握ったことがなかった三女・彰乃を、短期間でシングル入りさせたことでも話題になったほか、2005年には著書3冊が韓国語に翻訳され、強い韓国勢の基にもなった。
群馬カントリークラブ、ゼビオの契約プロとしても活躍し、その後はテレビへも活躍の場が広がり、トーナメントの解説をはじめ、数々の番組や講演会で好評を得てきた。
1995年には12年ぶりに試合に出場し、全豪シニアオープンでは地元のノエル・ラトクリフの2位に入る。
1996年には世界四大メジャーの一つである全英シニアオープンに招待され37位の成績を残すと、3ヶ月後の全豪シニアオープンでボブ・ショーを抑えて海外初優勝を飾る。
1998年には日本人プロとして初めてヨーロピアンシニアツアーの資格を獲得し、1999年には東北プロシニアオープンで優勝。
2002年には50歳以上のための「猛特訓塾」を千葉にて開校し、2006年より大連・長興ゴルフ倶楽部の副理事長に続いて、愛知県新城市のパインフラットゴルフ倶楽部理事長に就任。
2021年5月に突然、体調を崩し、レッスン復帰を目指して治療の最中であった9月20日に都内の病院で死去。79歳没。

## 主な優勝
- 1996年 - 全豪シニアオープン[1]
- 1999年 - 東北プロシニアオープン[1]